# Колесников Олександр Всеволодович
Олександр Всеволодович Коле́сников (нар. 14 січня 1947, Київ) — український архітектор і педагог. Син архітектора Всеволода Колесникова. Заслужений архітектор України з 1998 року.

## Біографія
Народився 14 січня 1947 року в місті Києві. 1971 року закінчив Київський художній інститут, навчався у Євгена Катоніна.
Упродовж 1971—2000 років працював у інституті «Київпроекті», одночасно у 1974—1994 роках викладав у Київському художньому інституті/Українській академії мистецтв; з 1994 року очолював творчу архітектурну студію «Олександр Колесников».

## Споруди
Серед реалізованих проєктів у Києві:

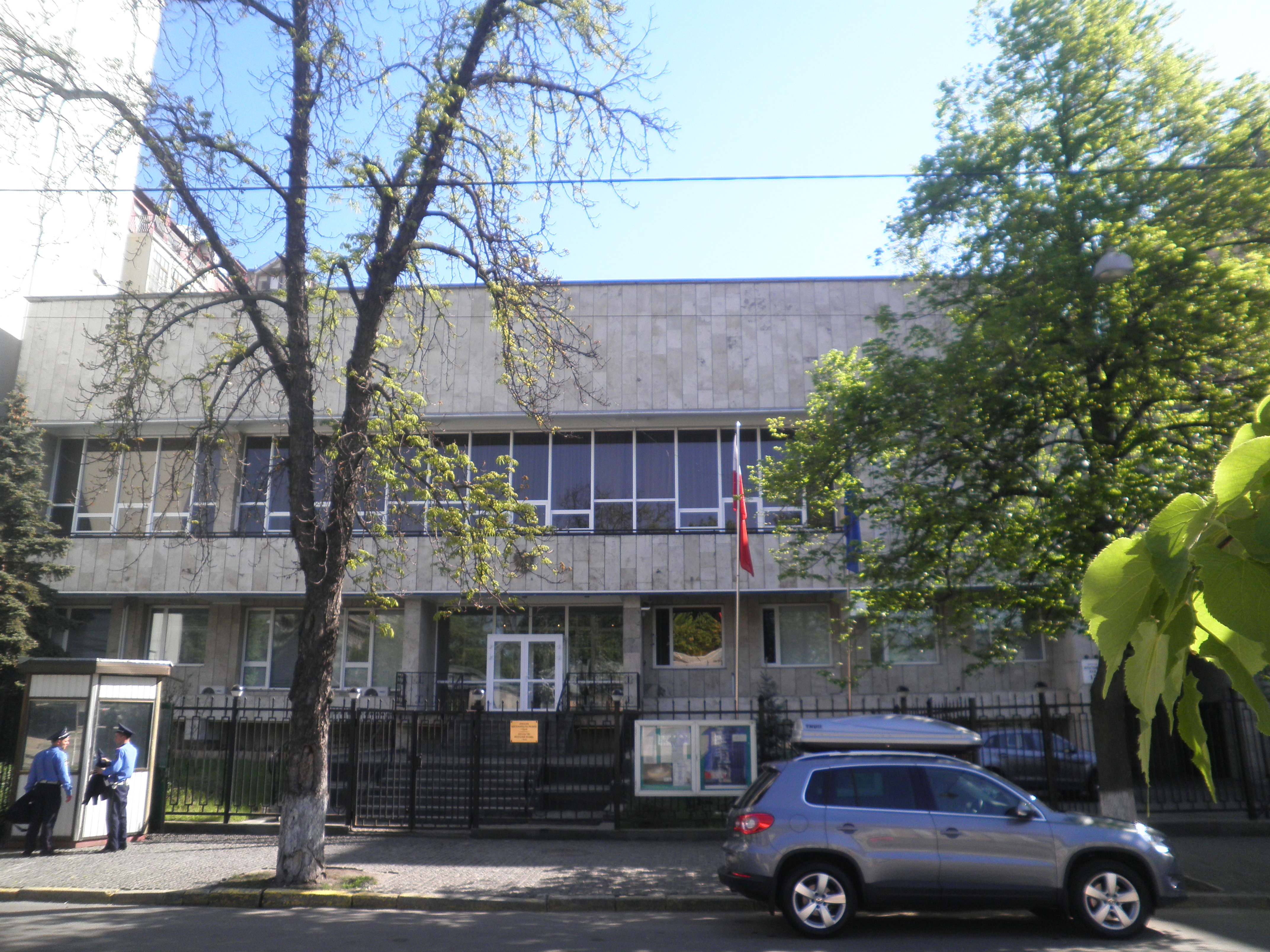
Будівля посольства Польщі.

- будівля посольства Польщі в Україні на вулиці Ярославовому Валу, № 12 (1978);
- торговельно-офісний центр на вулиці Михайла Омеляновича-Павленка (1980);
- житловий посольський корпус на вулиці Тарасівській (1984);
- фотохудожні майстерні у Киянівському провулку (1988);
- будівля «Укрінбанку» на Вознесенському узвозі (1995);
- забудова мікрорайону Позняків (1990–1996);
- забудова урочища Гончарів-Кожум'яків (2000–2010).

Брав участь у реконструкції територій Михайлівського монастиря, Михайлівської і Софійської площ, проєктуванні низки мостів для Туркменістану.